# 210P/Christensen
210P/Christensen, komet Jupiterove obitelji, objekt blizu Zemlji